# Diazepam
Diazepam (ook bekend onder de merknamen Valium, Stesolid en Diazemuls) is een geneesmiddel behorend tot de groep van de benzodiazepinen. Het geneesmiddel was vooral populair in de jaren zeventig en tachtig. Het werd toen als "ongevaarlijk" kalmerings- en slaapmiddel voorgeschreven. Ook nu wordt het nog op vrij grote schaal gebruikt, hoewel men tegenwoordig terughoudender is met het voorschrijven van deze kalmerende en slaperigmakende middelen en als het nodig is liever korter werkende vormen voorschrijft zoals temazepam of oxazepam, gedurende maximaal een week of twee.
Diazepam is toxicologisch ongevaarlijk vanwege de grote therapeutische breedte. Dit wil zeggen dat eenmalige grote overdoseringen niet levensbedreigend zijn. Het gevaar van afhankelijkheid is echter groot. Bij zeer grote doseringen bestaat er wel kans op een ademdepressie.
De stof is opgenomen in de lijst van essentiële geneesmiddelen van de WHO.

## Effecten
Na inname wordt het snel in het bloed opgenomen. Net zoals de andere benzodiazepinen heeft de stof de volgende werkingen:
- maakt slaperig
- kalmerend effect
- spierontspannend (gevaar voor vallen bij bejaarden)
- vermindering van angst (anxiolyticum)
- vermindering van spanning

## Dosering

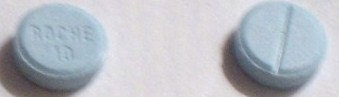
10 mg Valium

Diazepam wordt meestal verwerkt in tabletten van 2 mg, 5 mg en 10 mg die bestemd zijn voor oraal gebruik. Ook zijn tubes, zetpillen en rektiolen (vloeibaar) beschikbaar. De rektiolen moeten rectaal worden ingebracht en langzaam leeg worden geknepen. Een rektiool geeft minder bijwerkingen en een snellere werking. Men moet de vloeistof wel minimaal 15 min. binnen houden en moet het rektiool inbrengen op een tijdstip dat men normaal niet het toilet bezoekt. Ook zijn er vormen beschikbaar voor injectie in een spier (intramusculair) of in een bloedvat (intraveneus). Het werkt bij intraveneuze toediening sterk prikkelend op de vaatwand; ook intramusculaire toediening is pijnlijk.
Het wordt ook gebruikt voor het couperen en voorkómen van epileptische aanvallen en koortsstuipen. Voor acute hulp bij een epileptisch insult gebruikt men vaak 50 mg diazepam intraveneus (in de ader).

## Bijwerkingen
Deze hangen direct samen met de werking.
De belangrijkste bijwerkingen zijn: sufheid, spierverslapping en/of geheugenverlies. Deze effecten worden versterkt door het gebruik van alcohol. Men dient er rekening mee te houden dat dit middel de concentratie ongunstig beïnvloedt: voorzichtigheid bij autorijden, het bedienen van machines, en andere zaken waarbij men zich goed dient te concentreren, is geboden. Met name voor ouderen geldt dat zij beter een korter werkend middel zouden moeten gebruiken in verband met het hogere risico op verkeersongelukken. Het middel heeft een halveringstijd die tot meer dan 24 uur kan oplopen. Dit betekent dat het middel ook na een nacht slapen nog doorwerkt. Dagelijks gebruik, van vooral hoge doseringen diazepam, kan leiden tot een halveringstijd tot wel 100 uur. Dit noemt men ook wel een 'stapelwerking': de diazepam is nog niet uit het bloed en er is alweer een nieuwe (hoge) dosering ingenomen. Tolerantie, een hogere dosis nodig hebben voor hetzelfde effect, kan al na enkele weken ontstaan. Andere bijwerkingen (sommige zijn zeldzaam) zijn:
- dubbelzien
- hoofdpijn
- verstopping
- afvlakking van het gevoel en emoties (de dempende werking kan ook invloed hebben op het ervaren van plezier, het genieten van dingen en dergelijke)
- gewichtstoename en verhoogde eetlust (ongunstig voor mensen met (aanleg voor) diabetes mellitus, type II)
- minder behoefte aan seksualiteit (vooral bij hogere doseringen en/of bij het begin van een behandeling)
- verlaagde bloeddruk
- depressie
- onverschilligheid
- demotivatie
- droge mond en katergevoel bij het ontwaken
- vergeetachtigheid (vooral in het begin en bij hoge doseringen)
- gevaarlijk en onverantwoord gedrag (in combinatie met alcohol)

## Zwangerschap
Pasgeboren baby's kunnen na de geboorte last krijgen van langdurig gebruik van benzodiazepinen door de moeder tijdens de zwangerschap in die zin, dat ze de effecten een paar dagen blijven vertonen (slap, slaperig, weinig krachtig zuigen) en daarna een poos onthoudingsverschijnselen kunnen krijgen. Over schadelijke effecten op langere termijn bestaan onvoldoende gegevens, hoewel tot dusver geen afwijkingen zijn aangetoond. Diazepam is tijdens gebruik ook aangetroffen in moedermelk, daarom wordt de voorkeur gegeven aan flesvoeding tijdens de behandeling.

## Staken van diazepamgebruik
Bij het abrupt stoppen met de behandeling kunnen er ontwenningsverschijnselen optreden omdat er afhankelijkheid is ontstaan. Ontwenning kan veilig geschieden door de dosering heel geleidelijk uit te sluipen, een paar milligram minder per week. Het is vaak moeilijk patiënten hiertoe te motiveren. Bij langdurig gebruik van vooral hoge doseringen is een langzamere afbouw aan te bevelen om langdurige ontwenningsverschijnselen te voorkomen, het zogenaamde "post-ontwenningssyndroom". Indien mogelijk, kan beweging (voornamelijk sport en fitness) opgebouwd worden, terwijl de diazepam afgebouwd wordt. Dit kan een gunstig effect hebben op de duur van de afbouw of de intensiteit van de ontwenningsverschijnselen.

## Misbruik
Diazepam wordt weleens misbruikt als genotsmiddel. Voor een versterking van het effect worden de pillen niet ingeslikt (oraal ingenomen), maar verpulverd en opgesnoven met de neus. Het effect, maar ook de bijwerkingen zijn dan veel sterker. Met name geheugenverlies is vaak gesignaleerd. Ook wordt diazepam weleens door mensen misbruikt om een andere verslaving in stand te houden, zoals alcoholisten die steeds afkicken met behulp van diazepam, in het besef nog diazepam in huis te hebben en daardoor gaan drinken. Ook kan het misbruikt worden om de negatieve effecten van oppeppende middelen zoals amfetamine, cocaïne of grote hoeveelheden energy drinks te dempen en daardoor meer van deze middelen te gebruiken dan men normaal zou doen. Misbruik komt ook voor bij de andere benzodiazepinen zoals: clorazepinezuur, oxazepam, temazepam en dergelijke.
Diazepam is de benzodiazepine die het meest illegaal verhandeld wordt in verhouding tot andere benzodiazepinen. Diazepam is relatief goedkoop en is een van de meest voorgeschreven benzodiazepines voor overdag. Met de dosering van 10 mg wordt vaak gesmokkeld in fabrieken en soms worden doosjes gestolen zonder dat er een grote negatieve voorraad ontstaat. Ook is er diazepam uit veelal Aziatische landen in omloop die van inferieure kwaliteit kan zijn en zodoende mogelijk schadelijke stoffen kan bevatten. Diazepam uit Pakistan is vaak verpakt in vrijwel identieke blisters als die van het merk Roche. De blauwe tabletten zelf zijn vaak in kleine labaratoria gemaakt en kunnen er verschillend uitzien. Vaak bevatten ze wel diazepam, maar ook een deel van de afvalstoffen en soms nog een bindend middel, zodat de dosering minder is dan 10 mg. In India zijn bij de apotheek en bij drogisterijen doosjes van 5 mg (30 stuks) verkrijgbaar voor slechts enkele euro's. De tabletten zijn erg klein en bevatten vaak 2 mg diazepam (terwijl er 5 mg staat), een dosis die ook verkrijgbaar is bij apotheken in Europa, zoals Nederland.